# Задужбина Николе Спасића
Задужбина Николе Спасића основана после његове смрти, а по својеручном написаном тестаменту од 9. фебруара 1912. године. Званично почела са радом 30. априла 1920. године. Данашњи Управитељ Задужбине је дипломирани правник Војин Ђекић.
Децембра 2023. задужбину је патријарх српски Порфирије одликовао Орденом Светог краља Милутина.

## Никола Спасић
Никола Спасић (1838—1916) је био српски велетрговац, добротвор и велики задужбинар.

## Добротвор
Као вредан и радан човек, Никола је у чаршији уживао углед не само богатог већ и честитог и мудрог човека, чије се мишљење о многим стварима тражило, а савети прихватали. Богатство које је годинама стицао улагао је у некретнине и акције државних и приватних банака и друштава.
Једна од првих добротворних активности Николе Спасића везана је за "Друштво дечјих склоништа" почетком двадесетог века. Он је у дворишту Палилулске основне школе подигао кућу за ђачко склониште, а доделио је и одређену годишњу новчану помоћ, која се редовно исплаћивала, као и награде најбољим ђацима.

За време Првог балканског рата 1912. године, у Београду, у изнајмљеној згради Управе монопола организује помоћну болницу за српске рањенике. Болницу је својим средствима опремио потребном опремом и лековима, као што је обезбедио и лекара из Немачке др Каценеленбогена. У тој болници је радила и др Драга Љочић, прва жена лекар у Србији. Храна се за рањенике спремала у његовој кући, а главна сестра је била његова супруга Анастасија "Нака" Спасић. По завршетку рата сав инвентар је поклонио Српском црвеном крсту.

На почетку Првог светског рата супруга Нака Николи предлаже да помогне унесрећеним српским војницима. Тако је Никола Спасић основао своју прву задужбину Српски народни инвалидски фонд Свети Ђорђе.

## Тестамент
Никола Спасић је Тестаментом, у Београду 9. фебруару 1912. године, завештао је своју непокретну и покретну имовину ради оснивања задужбине под својим именом за остваривање општих привредних циљева, и наложио својој Задужбини:
- да купи највеће звоно за Цркву Светог Саве, када буде подигнута и поклони га као његов дар (члан 13.);
- да подигну једну болницу у Београду за коју врсту болести рекну санитети и када буде готова има се предати Општини београдској. (члан 14.).
- да подигну две болнице у унутрашњости где је најпотребније као и један дом за сироте и изнемогле српске грађане, подигао Н. Спасић. (члан 15.).
- да одржавају Храм Светог Трифуна на Топчидерском гробљу који је за живота подигао, као и да се сваке године одржавају службу божију на дан Светог Трифуна - његове славе, као и помен свим његовим мртвима (члан 12.).

Са изричитим налогом: но с тим да се само приходи издају на речене циљеве а главница не сме да се утроши, а непокретно имање не сме се задужити и продати. (члан 17.)

### Чланови управног одбора на оснивању
Према Тестаменту као чланови Управног одбора су наведени:
- Тихомиљ - Тића Ј. Марковић, гувернер Народне банке
- Илија Д. Марић, трговац
- Др Војислав - Воја С. Вељковић, бивши министар финансија и директор Врачарске задруге
- Михаило - Мика И. Драгићевић, директор Прометне банке
- Тодор Ј. Мијајиловић, трговац

### Непокретна имовина
Непокретна имовина Николе Спасића коју је дао за оснивање Задужбине састојала се од четири зграде, и то:
- Кнеза Михаила број 19 и Обилићев венац број 17.
- Кнеза Михаила број 33 и Ђуре Јакшића број 1.
- Кнеза Михаила број 37 и Вука Караџића број 8.
- Кнеза Михаила број 47 (улична и дворишна), Николе Спасића број 2 и 2а, Краља Петра број 18.

### Покретна имовина
Покретна имовина, према саопштењу Управног одбора из 1920. и 1922. године састојала се од:
- 290 акција Народне банке, по 500 дин. номиналне вредности, са каматним купоном број 6 и дивидендним купоном бр. 2;
- 30 акција Београдске задруге, по 250 дин. номиналне вредности, са купоном бр. 13;
- 247 акција Београдске трговачке банке, по 100 дин., са купоном број 19;
- 662 акције Прометне банке, по 100 дин., са купоном бр. 18;
- 100 акција Задруге за подизање зграда, по 100 дин., са купоном број 5;
- 30 акција Црногорске банке, по 200 круна номин. вредности, са купоном бр. 8;
- 50 акција Осигуравајућег друштва „Србија“, по 200 дин.;
- 7 акција Лесковачке удеоничке штедионице, по 100 дин. са купоном бр. 10 и
- 20 комада дуванских лозова (тачно означених серија и бројева), по 10 дин. номиналне вредност

Никола Спасић је Тестамент дао Народној банци на чување, која је сву своју документацију изнела из Србије за време рата, па је на тај начин и Тестамент сачуван. Тестаментом су као његови наследници наведени и супруга и ближа родбина.

## Рад Задужбине
Годину и по дан по смрти Николе Спасића о његовој имовини се није нико бринуо, пошто је она делом била под управом окупационих власти и коришћена за њихове потребе. Тек ангажовањем др Михаила Мике Поповића, окупациони Грађански суд за град Београд поставља за стараоца целокупне Спасићеве имовине Добру С. Петковића, адвоката и Милорада Поповића, доцента Универзитета у Београду. Стараоци су уведени у дужност 21. маја 1917. године и ту дужност су обављали до 27. априла 1920. године. Тада управљање задужбином преузимају људи које је Спасић навео у Тестаменту и после избора председника управе, званично 30. априла 1920. године задужбина почиње са радом. Сам Указ о одобрењу рада Задужбине потписан је 4. децембра 1922. и тако је Задужбина отпочела свој правни живот.
У раду се издвајају два временска периода (1920-1958 и 1958-до данас).

### 1920. - 1958.
После реновирања и изградње објеката који су оштећени у Првом светском рату, задужбина је саградила
- „Градску болницу“ у Београду са 100 кревета, нуклеус садашњег КБЦ „Звездара“. Болница је завршена крајем 1935. године, а примила је прве болеснике 1. децембра 1935. године.[3][4]
- Болницу у Куманову са 60 кревета, која је саграђена такође 1935. године, а прве болеснике примила је 11. августа 1935. године.
- Дом за изнемогле грађане у Књажевцу са 36 кревета, који је завршен 26. маја 1935. године, а прве штићенике примио је 25. јула 1935. године.
- Болницу у Крупњу, чија градња је започета 1934. године и после много одлагања, због недовољне ефикасности надлежних органа, завршена тек 1938. године.

Опште привредне циљеве Задужбина Николе Спасића остваривала је
1. Оснивањем покретних (амбулантних) домаћичких школа. Први осмонедељни течај одржан је 23. септембра 1935. године у Тополи, а 18 полазница је на крају полагало испит и добиле су сведочанство и по један брош. Овакви течајеви су одржавани годинама широм Србије.
2. Заснивањем сортиментних воћњака (јабука, крушака, кајсија и бресака у Бановинским расадницима, Крагујевцу - Гружи, Рековцу, Тетову, Севојну, Губљу, Горњем Милановцу, Битољу, Прокупљу, Аранђеловцу, Кавадару.).
3. Сађењем винограда сортама грожђа „јулски мускат“ (чабски бисер), „златна шасла“ (племенка) и „афус - али“.
4. Мерама за побољшање израде разних врста сирева и кајмака.
5. Грађењем сило-јама за укисељавање сточне хране и ђубришта за ваљано неговање стајског ђубрета.
6. Приређивањем течајева за разумно и напредно пчеларење.
7. Приређивањем течајева за производњу раног и позног поврћа и цвећа.
8. Помагањем Српског привредног друштва „Привредник“.
9. Издавањем „Привредног летописа Задужбине Николе Спасића“.
10. Изградњом „Спасићевог изложбеног павиљона“ на Старом Сајмишту у коме је 11. септембра 1937. године свечано отворен Први београдски међународни сајам. Саграђен је по пројекту Александра Секуловића и заштићен у оквиру комплекса „Старо сајмиште“ који је проглашен за културно добро (Сл. лист града Београда, бр. 16/87).

Објекат је кружне основе са наглашеним улазним делом правоугаоне основе. Поред класичних изложбених просторија Павиљон је обухватао и галерију са специјалним полузениталним осветљењем. Површина Павиљона износила је 1.320 м2, а основна намена објекта је изложбени простор. Изграђен је у стилу арт декоа, антологијски пример српске међуратне архитектуре, било је то прво здање града Београда на левој страни реке Саве, својеврсна претходница онога што ће касније постати Нови Београд. Павиљон је касније дозидан.

### 1958 - до данас
Управни одбор Задужбине несметано и самостално је управљао имовином, у смислу одржавања непокретне имовине, убирањем прихода и остваривањем циљева Задужбине. Услед промене прописа и доношењем Уредбе о управљању стамбеним зградама, 1957. године, Задужбина остаје без већег дела прихода, све до национализације 26. децембра 1958. када имовина постаје друштвена. Поред одузимања имовине Задужбина је настављала са радом до данас, у отежаним условима, остварењем својих циљева због којих је основана, али у веома смањеном обиму, у складу са приходима које је имала. 

Задужбина је куповала и поклањала саднице воћки, организовала стручну помоћ, додељивала награде најбољим студентима Медицинског и Пољопривредног факултета Универзитета у Београду, награђивала лекаре и медицинске сестре, као и што је куповала и делила донације здравственим центрима у Србији.

Почетком 2013. године Задужбини су враћена 63 стана, укупне површине 5 500 m², у Кнез Михаиловој улици у Београду, у коме станују садашњи закупци на неодређено време. Тренутно је поступак о враћању својине над локалима код Агенције за реституцију. 

## Данашњи чланови Управног одбора
- Прим. др Нада Тодоровић, председница Управног одбора
- Проф. Универзитета уметности Предраг Поповић, члан Управног одбора
- Др Миле Бјелајац, члан Управног одбора
- Мр Олга Сабо-Јерков, члан Управног одбора
- Милош Станимировић, дипл. инж., члан Управног одбора